# Танну-Ола
Танну-Ола (тув. Таңды-Уула) — горная система (хребет) в Южной Сибири, горы Саяны, находится юге республики Тыва. Состоит из восточной и западной части.

## Этимология
Название Танну-Ола имеет составное тюркско-монгольское происхождение и восходит к местным наименованиям — тув. Таңды-Уула и монг. Таган-ул. Первая часть обоих местных названий имеет тюркскую основу, так на тув. таңды — «высокая гора», а монг. таган восходит к общетюркскому таг со значением «гора», с прибавлением монгольского суффикса родительного падежа -н-. Вторая часть в обоих вариантах ул, ол, или уула, ола имеет монгольское происхождение со значением «гора». Таким образом название состоит из разноязычных терминов со значением «гора».

## География
Хребет тянется с востока на запад вдоль границы с Монголией. Средняя высота 2500—2700 м.. Длина хребта около 300 км.
Вершины с вечными снегами отсутствуют. Северные склоны, являющиеся водоразделом для Енисея и покрытые кедрово-лиственничной тайгой, обращены к Восточным Саянам. На южных склонах преобладает степь. Западное окончание Танну-Ола прилегает к Алтайским горам. Стекающие с хребта реки незначительны.

## Геология
Геологические горные породы представлены песчаниками, сланцами, конгломератами (Западный Танну-Ола), эффузивно-осадочными породами и гранитами (Восточный Танну-Ола). Ранее в горах была добыча кобальта.